# هیلاری توک
هیلاری توک (انگلیسی: Hillary Tuck؛ زادهٔ ۱ ژوئیهٔ ۱۹۷۸) یک هنرپیشه اهل ایالات متحده آمریکا است. وی از سال ۱۹۹۴ میلادی تاکنون مشغول فعالیت بوده‌است.
او در فیلم کمپ ناکجاآباد بازی کرده‌است.